# Odéon (metrostation)
 For alternative betydninger, se Odéon. (Se også artikler, som begynder med Odéon)
Odéon er en station på linjerne 4 og 10 i Paris Métro i det 6. arrondissement på Venstre Seinebred, i nærheden af Palais du Luxembourg. Stationen er placeret lige under Carrefour de l'Odéon og er opkaldt efter det nærliggende Odéon-teater.
Stationen blev indviet 9. januar 1910 som en del af forbindelsen under Seinen mellem Châtelet og Raspail. Peronnerne tilhørende linje 10 blev indviet 16 år senere, 14. april 1926, som en del af forlængelsen af linjen fra Mabillon. Stationen fungerede som linjens østlige endestation, indtil dens udvidelse til Place d'Italie (nu på linje 7) den 15. februar 1930. 

## Stationens indretning
| Gadeniveau |

| B1 | Mezzanine til perronerne |

| Line 10 perronniveau | Sideperron, dørene åbner på højre side | Sideperron, dørene åbner på højre side          |
| Line 10 perronniveau | Vestgående                             | ← mod Boulogne – Pont de Saint-Cloud (Mabillon) |
| Line 10 perronniveau | Østgående                              | → mod Gare d'Austerlitz (Cluny – La Sorbonne) → |
| Line 10 perronniveau | Sideperron, dørene åbner på højre side |                                                 |

| Line 4 perronniveau | Sideperron, dørene åbner på højre side  | Sideperron, dørene åbner på højre side               |
| Line 4 perronniveau | Nordgående                              | ← mod Porte de Clignancourt (Saint-Michel)           |
| Line 4 perronniveau | Sydgående                               | → mod Mairie de Montrouge (Saint-Germain-des-Prés) → |
| Line 4 perronniveau | Sideperron, dørene åbner på højre side< |                                                      |

## Galleri
- Line 4-perroner på Odéon
- Line 10-perroner på Odéon
- Panorama af perronerne på linje 4

- Wikimedia Commons har flere filer relateret til Odéon (metrostation)